# Лаганское городское муниципальное образование
Лаганское городское муниципальное образование — городское поселение в Лаганском районе Калмыкии. Административный центр — город Лагань.

## География
Лаганское ГМО граничит на севере с Красинским СМО, на северо-западе — с Джалыковским СМО, на западе — с Уланхольским СМО, на юге и востоке — с Северным СМО, на юго-западе с республикой Дагестан, на востоке выходит к побережью Каспийского моря.
Общая площадь в административных границах Лаганского городского муниципального образования составляет 152110 га, из них земли сельхозназначения — 140108 га, земли населенных пунктов — 9138 га, земли промышленности, энергетики, транспорта — 209 га, особо охраняемые территории — 100 га, лесного фонда — 292 га, земли водного фонда — 72 га, земли запаса — 2191 га

## Население
| 2008    | 2009    | 2010    | 2011    | 2012    | 2013    | 2014    |
| ------- | ------- | ------- | ------- | ------- | ------- | ------- |
| 14 102  | ↘13 909 | ↗14 323 | ↘14 284 | ↘13 973 | ↘13 714 | ↘13 493 |
| 2015    | 2016    | 2017    | 2018    | 2019    | 2020    | 2021    |
| ↘13 258 | ↘13 170 | ↘13 137 | ↘13 125 | ↘12 932 | ↘12 769 | ↗13 834 |

### Национальный состав
По данным Всероссийской переписи населения 2010 года:
| Национальность | Численность (чел.) | Процентное соотношение |
| -------------- | ------------------ | ---------------------- |
| Калмыки        | 7 188              | 50,19%                 |
| Русские        | 5 468              | 38,18%                 |
| Казахи         | 1 124              | 7,85%                  |
| Татары         | 195                | 1,36%                  |
| Другие         | 341                | 2,38%                  |
| Не указана     | 7                  | 0,05%                  |
| Всего          | 14 323             | 100,00%                |

## Состав городского поселения
| № | Населённый пункт | Тип населённого пункта        | Население |
| - | ---------------- | ----------------------------- | --------- |
| 1 | Лагань           | город, административный центр | ↘13 756   |

## Предприятия и учреждения
На территории Лаганского ГМО осуществляют деятельность МЛПУ «Лаганская ЦРБ», Центральная районная библиотека; 4 общеобразовательные школы и 6 детских садов, одна школа искусств, районный дом культуры; школа-интернат; профессиональный лицей № 1; представительство филиала Современной гуманитарной академии; пограничная комендатура; 41 КФХ; два предприятия жилищно-коммунального хозяйства; предприятия связи, банковские организации, рыбодобывающей промышленности, торговли, общественного питания, подразделения федеральных органов власти и органов исполнительной власти Республики [Калмыкия].